# Mandíbula (artrópodos)
Las mandíbulas son una de las piezas bucales de los artrópodos mandibulados (crustáceos, miriápodos y hexápodos). Ocupan una posición postoral (dispuestas inmediatamente detrás de la boca); no son, por tanto, homólogas de los quelíceros de los quelicerados, que ocupan una posición anatómica preoral (inmediatamente antes de la boca).
Se trata de apéndices muy modificados, con una zona basal engrosada y endurecida provista de elementos cortantes y/o masticadores, y una zona apical, ausente en miriápodos y hexápodos, y formada por un pequeño palpo en los crustáceos.
Las mandíbulas de los insectos son tan variadas como su alimento. Por ejemplo los saltamontes y otros herbívoros tienen mandíbulas filosas, aserradas que se mueven lado a lado. Algunas de las mariposas y polillas adultas presentan mandíbulas para raspar y comer polen, otras las han modificado para succionar principalmente néctar, mientras que los inmaduros (conocidos como orugas), presentan mandíbulas masticadoras. Las mandíbulas de las abejas reinas son dentadas pero las de las obreras son alargadas y con dientes adaptados a la forma de una cuchara para sacar néctar desde el interior de las flores. La mayoría de los escarabajos adultos y larvas tienen mandíbulas masticadoras, serradas, similares a las de los saltamontes.

Mandíbula de un crustáceo anfípodo en que se observa el palpo 1: proceso molar; 2: espinas; 3: lacinia; 4: dientes apicales; 5: palpo.
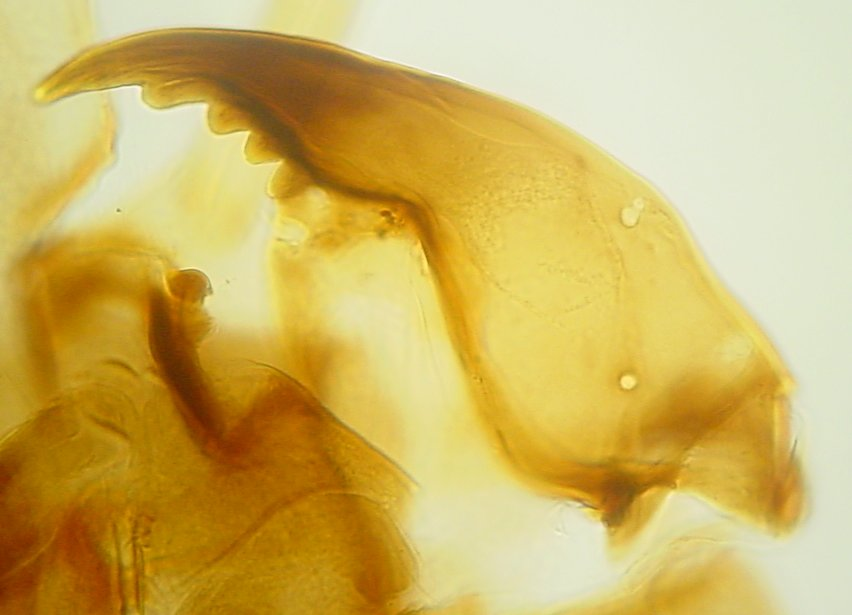
Cabeza de un insecto mostrando las mandíbulas sin palpos.
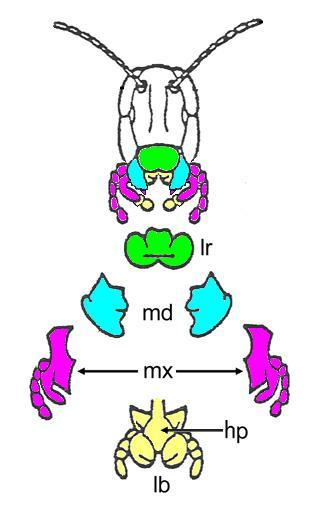
Mandíbulas de tipo masticador de un insecto (azul)

- Datos: Q5281607